# NGC 657
NGC 657 (другое обозначение — OCL 337) — рассеянное звёздное скопление в созвездии Кассиопея.
Этот объект входит в число перечисленных в оригинальной редакции «Нового общего каталога».
NGC 657 выглядит как бедное скопление на фоне яркого и богатого звёздами Млечного Пути.